# Малини Авасти
Малини Авасти (род. 11 февраля 1967 года) — индийская певица. Поёт на языках бходжпури, авади, хинди, а также каджри и тумри. В 2016 году правительство Индии присудило ей премию «Падма Шри».. Известна как человек, внесший большой вклад в музыку бходжпури.
Родилась в городе Каннауджа индийского штате Уттар-Прадеш. Доктор философии, а также золотой призёр по индийской классической музыке университета Бхаттханд в Лакхна́у (хинди लखनऊ, англ. Lucknow). Кроме того, получила золотую медаль по программе «магистр современной истории» Лакхнауского университета по специальности средневековая и современная индийская архитектура..
Исполнительскому мастерству в традиции Ганда Бандха обучалась у наставника Падма Вибхушан Вибуши Жиридж Деви (проживавшего в Бенарас Гхаране)- легендарного индийского классического певца.
Её супруг-старший офицер индийской армии Аваниш Кумар Авасти. (УП:1987), ушел в отставку с поста главного секретаря правительства Уттар-Прадеша. Их дети: сын Адвития и дочь Ананья..

## Творчество

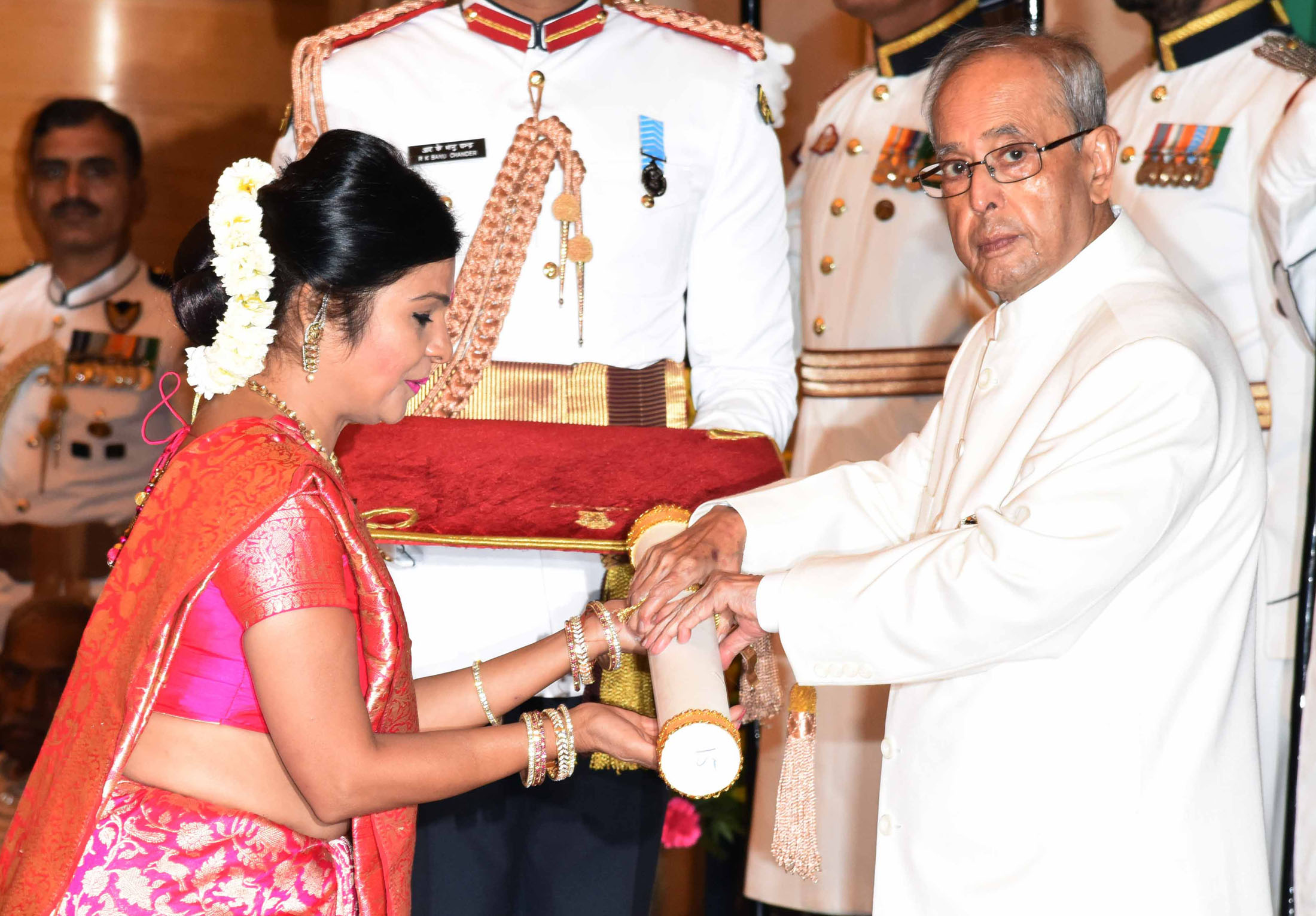
Президент Шри Пранаб Мукерджи Смт вручает Малини Авасти премию Падмы Шри. Раштрапати-Бхаван, Нью-Дели. 28 марта 2016

Малини Авасти регулярно выступает на фестивале популярной классической музыки Джахан-е-Хусрау. Обладательница высокого голоса. Малини Авасти-популярная певица, исполняющая песни в стиле Thumari, Thaare Raho Baanke Shyam.
Участвовала в работе жюри музыкального реалити-шоу на языке бходжпури «Сур Санграм» .
Участвовал в телевизионной передаче «Junoon NDTV Імаген». Избирательная комиссия назначила её послом бренда на выборах в Уттар-Прадеше в 2012 и 2014 годах.
В фильме 2015 года «Моя невеста XXL» исполнила песню Ану Малик «Sunder susheel».
Профессор кафедры Бхарат Адхян Кендра Бенарасского индуистского университета

## Фильмы
- Джай Хо Чхат Майя
- Бхоле Шанкар
- Бум-Бум-Бум
- Агент Винод
- «Моя невеста XXL»[англ.]
- «Bhagan Ke Rekhan Ki» — Issaq (2013)
- Chaarfutiya Chhokare (2014)

## Награды
- Падма Шри (2016)
- Яш Бхарти, УПИ, 2006 г.
- стипендия академии Сангит Натак (штат Уттар-Прадеш)
- Академии Сангит Натак